# Prioria platycarpa
Prioria platycarpa là một loài thực vật có hoa trong họ Đậu. Loài này được (B.L. Burtt) Breteler miêu tả khoa học đầu tiên năm 1999.